# Sinzheim
Sinzheim là một đô thị thuộc huyện Rastatt, ở bang Baden-Württemberg, Đức. Đô thị này có diện tích 28,5 km², dân số thời điểm 31 tháng 12 năm 2006 là 11.217 người. Thị trấn này tọa lạc 6 km về phía tây Baden-Baden, 11 km về phía nam Rastatt.